# Тадеуш Налепа
Таде́уш Налепа (пол. Tadeusz Nalepa; нар. 26 серпня 1943, Ряшів — пом. 4 березня 2007) — польський блюзовий і рок-музикант, лідер груп Blackout і Breakout (гітара, вокал), «батько польського блюзу».
Окремі платівки: «На другому боці райдуги» (1969).
Був одружений із Мірою Кубасінською.
Співав польською мовою біг-біт, а потім і рок.
Розпочав кар'єру з Мірою Кубасіснькою 1963 року в Щеціні на Фестивалі молодих талантів.
Побачивши виступ популярного в ті часи гурту Niebiesko-Czarni, де співав Чеслав Нємен, захопився і створив гурт Blackout. Дебют відбувся в Ряшеві.
У 1968 створив гурт Breakout, який існував 13 років. Були успішні виступи в Голландії, були переповнені концертні зали й записи 10 платівок. Дебют Breakout відбувся у варшавському молодіжному клубі Стодола.